# Giorgio Borghese
Giorgio Borghese (Rapallo, 1691 – 1766) è stato un politico italiano.
Giorgio Borghese è stato un politico genovese, proprietario terriero e commerciante, che servì come alcalde, reggente, depositario e procuratore generale di Montevideo, Uruguay. Figlio di Filipo Borghese e Ana Posansa. Era sposato a Buenos Aires con María Martina Carrasco, figlia di Salvador Carrasco e Fernández de los Cobos, nata a Málaga, e Leonor de Melo Coutinho, nato a Buenos Aires, e discendente di Vasco Fernandes Coutinho. 
Fu il primo residente della città di Montevideo, dove si stabilì con la sua famiglia nel 1724, e dove prestò servizio come commissario e alcalde nel 1741.